# Torneio Rio-São Paulo 1951
Das Torneio Rio-São Paulo 1951 war die vierte Austragung des Torneio Rio-São Paulo, eines Fußballpokalwettbewerbs in Brasilien. Er wurde vom 17. Februar bis 11. April 1951 ausgetragen.

## Modus
Alle Klubs traten nur einmal gegeneinander an. Der punktbeste Klub wurde Turniersieger. Nach Austragung der Spiele waren SE Palmeiras und SC Corinthians punktgleich. Da das Torverhältnis keine Auswirkung auf die Wertung hatte, musste die Meisterschaft in zwei Extrapartien entschieden werden. Hier konnte sich Palmeiras in beiden Partien durchsetzen.

## Teilnehmer
Von den acht Teilnehmern kamen jeweils vier aus Rio de Janeiro und vier aus São Paulo.
| Teilnehmer Rio de Janeiro | Teilnehmer São Paulo               |
| ------------------------- | ---------------------------------- |
| America FC (RJ)           | SC Corinthians                     |
| Bangu AC                  | SE Palmeiras                       |
| CR Flamengo               | Associação Portuguesa de Desportos |
| CR Vasco da Gama          | FC São Paulo                       |

## Tabelle
| Pl. | Verein                             | Sp. | S | U | N | Tore    | Diff. | Punkte |
| --- | ---------------------------------- | --- | - | - | - | ------- | ----- | ------ |
| 1.  | SE Palmeiras                       | 7   | 5 | 0 | 2 | 025:140 | +11   | 10     |
| 2.  | SC Corinthians                     | 7   | 4 | 2 | 1 | 020:120 | +8    | 10     |
| 3.  | Bangu AC                           | 7   | 3 | 1 | 3 | 022:180 | +4    | 07     |
| 4.  | CR Flamengo                        | 7   | 3 | 1 | 3 | 015:190 | −4    | 07     |
| 5.  | America FC (RJ)                    | 7   | 2 | 3 | 2 | 018:170 | +1    | 07     |
| 6.  | Associação Portuguesa de Desportos | 7   | 2 | 1 | 4 | 019:190 | ±0    | 05     |
| 7.  | CR Vasco da Gama                   | 7   | 1 | 4 | 2 | 015:180 | −3    | 06     |
| 8.  | FC São Paulo                       | 7   | 0 | 2 | 5 | 014:180 | −4    | 02     |

## Kreuztabelle
| 1951        | America | Bangu | SC Corinthians | Flamengo | Palmeiras | Portuguesa | São Paulo | Vasco |
| ----------- | ------- | ----- | -------------- | -------- | --------- | ---------- | --------- | ----- |
| America     | –       | 4:3   | 4:4            |          | 6:4       |            |           |       |
| Bangu       |         | –     |                | 2:1      |           |            | 4:1       |       |
| Corinthians |         | 1:1   | –              | 3:0      | 3:0       | 7:3        | 3:1       |       |
| Flamengo    | 2:1     |       |                | –        |           | 5:2        | 4:2       |       |
| Palmeiras   |         | 4:2   |                | 7:1      | –         | 4:1        | 2:0       |       |
| Portuguesa  | 4:2     |       | 3:2            |          |           | –          |           | 2:2   |
| São Paulo   | 1:1     |       |                |          |           | 1:2        | –         | 2:2   |
| Vasco       | 1:1     | 4:3   | 3:4            | 2:2      | 1:4       |            |           | –     |

## Entscheidungsspiele

### Hinspiel
| SE Palmeiras                                     | SE Palmeiras | SC Corinthians | SC Corinthians |
| ------------------------------------------------ | --- | --- | -------------- |
| SE Palmeiras                                     | \| 8. April 1951 in São Paulo (Estádio do Pacaembu) \| \| Ergebnis: 3:2 (2:1) \| \| Schiedsrichter: Antônio Musitano ( São Paulo) \| \| Spielbericht \|  | \| 8. April 1951 in São Paulo (Estádio do Pacaembu) \| \| Ergebnis: 3:2 (2:1) \| \| Schiedsrichter: Antônio Musitano ( São Paulo) \| \| Spielbericht \|                                     | SC Corinthians |
| SE Palmeiras                                     | Oberdan Cattani – Salador, Osvaldo Palante – Waldemar Fiúme, Villa, Dema – Lima, Liminha, Aquiles, Jair, Francisco Rodrigues Cheftrainer: Ventura Cambón | Cabeção – Homero Oppi, Antonio Rosalém – Idário, Clóvis Touguinha – Julião, Claudio, Luisinho, Baltazar , Nardo, José Colombo Reserve Jackson Nascimento , Lorena Cheftrainer: Newton Senra | SC Corinthians |
| SE Palmeiras                                     | 1:1 4′ Liminha 2:1 42′ (Eigentor) Oppi 3:2 65′ Aquiles                                                                                                   | 0:1 3′ Colombo 2:2 48′ Nascimento | SC Corinthians |
| SE Palmeiras                                     | Platzverweis: Colombo | | SC Corinthians |
| 8. April 1951 in São Paulo (Estádio do Pacaembu) | | |                |
| Ergebnis: 3:2 (2:1)                              | | |                |
| Schiedsrichter: Antônio Musitano ( São Paulo)    | | |                |
| Spielbericht                                     | | |                |

### Rückspiel
| SC Corinthians                                    | SC Corinthians | SE Palmeiras | SE Palmeiras |
| ------------------------------------------------- | --- | --- | ------------ |
| SC Corinthians                                    | \| 11. April 1951 in São Paulo (Estádio do Pacaembu) \| \| Ergebnis: 1:3 (1:2) \| \| Zuschauer: 54.465 \| \| Schiedsrichter: Danti Rossi ( São Paulo) \| \| Spielbericht \|                      | \| 11. April 1951 in São Paulo (Estádio do Pacaembu) \| \| Ergebnis: 1:3 (1:2) \| \| Zuschauer: 54.465 \| \| Schiedsrichter: Danti Rossi ( São Paulo) \| \| Spielbericht \| | SE Palmeiras |
| SC Corinthians                                    | Cabeção – Homero Oppi, Antonio Rosalém – Idário, Clóvis Touguinha , Julião – Claudio, Luisinho, Baltazar , Nardo, Nelsinho Reserve Lorena , Jackson Nascimento , Jonas Cheftrainer: Newton Senra | Oberdan Cattani – Salador, Osvaldo Palante – Waldemar Fiúme, Villa, Dema – Lima, Liminha, Aquiles, Jair, Francisco Rodrigues Cheftrainer: Ventura Cambón                    | SE Palmeiras |
| SC Corinthians                                    | 1:1 3′ Luisinho | 0:1 17′ Jair 1:2 33′ Aquiles 1:3 52′ Jair | SE Palmeiras |
| SC Corinthians                                    | Platzverweis: Villa | Platzverweis: Claudio | SE Palmeiras |
| 11. April 1951 in São Paulo (Estádio do Pacaembu) | | |              |
| Ergebnis: 1:3 (1:2)                               | | |              |
| Zuschauer: 54.465                                 | | |              |
| Schiedsrichter: Danti Rossi ( São Paulo)          | | |              |
| Spielbericht                                      | | |              |

## Die Meistermannschaft
| 2. Titel | SE Palmeiras |
|          | - Tor: Oberdan Cattani, Fábio Crippa - Abwehr: Salador, Osvaldo Palante, Francisco Sarno, Turcão, Mexicano, Osvaldo Gerico Juvenal Amarijo - Mittelfeld: Aquiles, Waldemar Fiúme, Villa, Dema, Túlio, Gérsio Passadore, Dino Sani, Richard Petrocelli - Angriff: Lima, Liminha, Jair, Francisco Rodrigues, José Ismael Montagnoli, Néstor, Brandãozinho II, Canhotinho, Ponce de León - Trainer: Ventura Cambón |

## Torschützenliste
| Pl. | Nat.        | Spieler  | Klub             | Tore |
| --- | ----------- | -------- | ---------------- | ---- |
| 1   | Brasilianer | Ademir   | CR Vasco da Gama | 9    |
|     | Brasilianer | Aquiles  | SE Palmeiras     | 9    |
|     | Brasilianer | Liminha  | SE Palmeiras     | 9    |
| 4   | Brasilianer | Luisinho | SC Corinthians   | 8    |